# Giorno dell'indipendenza della Moldavia
Il giorno dell'indipendenza della Moldavia (in romeno Ziua Independenţei) è la ricorrenza nazionale della Moldavia.
Si celebra il 27 agosto e commemora l'adozione della dichiarazione di indipendenza dall'Unione Sovietica, il 27 agosto 1991. 
Figura di primo piano fu quella di Mircea Snegur, primo presidente della Moldavia: dopo alterne vicende il 27 agosto 1991, Snegur fu eletto come primo presidente della Moldavia, stato indipendente.
Essendo una festa pubblica é una giornata libera per la maggior parte delle persone, anche la maggior parte delle imprese commerciali e delle istituzioni pubbliche restano chiuse.
Anche in questa ricorrenza nazionale, spesso, non mancano i ricordi per la figura dell'eroe nazionale moldavo e campione della lotta al dominio ottomano nel paese Ștefan III cel Mare.
La Moldavia, costituita da moldavi e russi, costituisce una repubblica indipendente rispetto all'omonima regione storica della Romania, la Moldavia.